# Evita (album)
Pour les articles homonymes, voir Evita.
Albums de Madonna
Something to Remember
(1995) Ray of Light
(1998)
Evita est la bande originale du film musical Evita réalisé par Alan Parker et sortie en 1996. L'album existe sous deux formats.

## Pistes deEvita: Music From The Motion Picture
| No  | Titre                                   | Durée |
| --- | --------------------------------------- | ----- |
| 1.  | Requiem For Evita                       | 4:17  |
| 2.  | Oh What A Circus                        | 5:44  |
| 3.  | On This Night Of A Thousand Stars       | 2:23  |
| 4.  | Eva And Magaldi/Eve Beware Of The City  | 5:20  |
| 5.  | Buenos Aires                            | 4:08  |
| 6.  | Another Suitcase In Another Hall*       | 3:32  |
| 7.  | Goodnight And Thankyou                  | 4:17  |
| 8.  | I'd Be Surprisingly Good For You        | 4:17  |
| 9.  | Peron's Latest Flame                    | 5:17  |
| 10. | A New Argentina                         | 4:16  |
| 11. | Don't Cry for Me Argentina*             | 5:34  |
| 12. | High Flying, Adored                     | 3:31  |
| 13. | Rainbow High                            | 2:27  |
| 14. | And The Money Kept Rolling In (And Out) | 3:47  |
| 15. | She Is A Diamond                        | 1:39  |
| 16. | Waltz For Eve And Che                   | 4:12  |
| 17. | You Must Love Me*                       | 2:50  |
| 18. | Eva's Final Broadcast                   | 5:15  |
| 19. | Lament                                  | 4:10  |

*= Sortis en single

## Pistes deEvita: The Motion Picture Music Soundtrack
| 1.  | A Cinema In Buenos Aires, 26 July 1952    | Andrew Lloyd Webber/Tim Rice/John Mauceri                                   | 1:20 |
| 2.  | Requiem For Evita                         | Andrew Lloyd Webber/Tim Rice/John Mauceri                                   | 4:16 |
| 3.  | Oh What a Circus                          | Andrew Lloyd Webber/Tim Rice/Antonio Banderas/Madonna                       | 5:44 |
| 4.  | On This Night Of A Thousand Stars         | Andrew Lloyd Webber/Tim Rice/Jimmy Nail                                     | 2:24 |
| 5.  | Eva And Magaldi / Eva Beware Of The City  | Andrew Lloyd Webber/Tim Rice/Madonna/Jimmy Nail/Antonio Banderas            | 5:20 |
| 6.  | Buenos Aires                              | Andrew Lloyd Webber/Tim Rice/Madonna                                        | 4:09 |
| 7.  | Another Suitcase in Another Hall          | Andrew Lloyd Webber/Tim Rice/Nigel Wright/Alan Parker/David Caddick/Madonna | 3:33 |
| 8.  | Goodnight And Thank You                   | Andrew Lloyd Webber/Tim Rice/Madonna/Antonio Banderas                       | 4:18 |
| 9.  | The Lady's Got Potential                  | Andrew Lloyd Webber/Tim Rice/Antonio Banderas                               | 4:24 |
| 10. | Charity Concert / The Art Of The Possible | Andrew Lloyd Webber/Tim Rice/Jimmy Nail/Jonathan Pryce/Antonio Banderas     | 2:33 |
| 11. | I'd Be Surprisingly Good For You          | Andrew Lloyd Webber/Tim Rice/Madonna/Jonathan Pryce                         | 4:18 |
| 12. | Hello And Goodbye                         | Andrew Lloyd Webber/Tim Rice/Madonna/Andrea Corr/Jonathan Pryce             | 1:46 |
| 13. | Peron's Latest Flame                      | Andrew Lloyd Webber/Tim Rice/Antonio Banderas/Madonna                       | 5:17 |
| 14. | A New Argentina                           | Andrew Lloyd Webber/Tim Rice/Jonathan Pryce/Antonio Banderas                | 5:17 |

| 1.  | On The Balcony Of The Casa Rosada 1                       | Andrew Lloyd Webber/Tim Rice/Jonathan Pryce                                 | 1:28 |
| 2.  | Don't Cry for Me Argentina                                | Andrew Lloyd Webber/Tim Rice/Nigel Wright/Alan Parker/David Caddick/Madonna | 5:31 |
| 3.  | On The Balcony Of The Casa Rosada 2                       | Andrew Lloyd Webber/Tim Rice/Madonna                                        | 2:00 |
| 4.  | High Flying, Adored                                       | Andrew Lloyd Webber/Tim Rice/Antonio Banderas/Madonna                       | 3:32 |
| 5.  | Rainbow High                                              | Andrew Lloyd Webber/Tim Rice/Madonna                                        | 2:26 |
| 6.  | Rainbow Tour                                              | Andrew Lloyd Webber/Tim Rice/Antonio Banderas/Gary Booker/Peter Polycarpou  | 4:50 |
| 7.  | The Actress Hasn't Learned The Lines (You'd Like To Hear) | Andrew Lloyd Webber/Tim Rice/Madonna/Antonio Banderas                       | 2:31 |
| 8.  | And The Money Kept Rolling In (And Out)                   | Andrew Lloyd Webber/Tim Rice/Antonio Banderas                               | 3:53 |
| 9.  | Partido Feminista                                         | Andrew Lloyd Webber/Tim Rice/Madonna                                        | 1:40 |
| 10. | She Is A Diamond                                          | Andrew Lloyd Webber/Tim Rice/Jonathan Pryce                                 | 1:39 |
| 11. | Santa Evita                                               | Andrew Lloyd Webber/Tim Rice/John Mauceri                                   | 2:30 |
| 12. | Waltz For Eva And Che                                     | Andrew Lloyd Webber/Tim Rice/Madonna/Antonio Banderas                       | 4:31 |
| 13. | Your Little Body's Slowly Breaking Down                   | Andrew Lloyd Webber/Tim Rice/Madonna/Jonathan Pryce                         | 1:24 |
| 14. | You Must Love Me                                          | Andrew Lloyd Webber/Tim Rice/Nigel Wright/Alan Parker/David Caddick/Madonna | 2:50 |
| 15. | Eva's Final Broadcast                                     | Andrew Lloyd Webber/Tim Rice/Madonna                                        | 3:05 |
| 16. | Latin Chant                                               | Andrew Lloyd Webber/Tim Rice/John Mauceri                                   | 2:11 |
| 17. | Lament                                                    | Andrew Lloyd Webber/Tim Rice/Madonna/Antonio Banderas                       | 5:17 |

## Classements
| Pays                       | meilleure Position |
| -------------------------- | ------------------ |
| Australie                  | 5                  |
| Autriche                   | 1                  |
| Canada                     | 5                  |
| France                     | 2                  |
| Allemagne                  | 4                  |
| Irlande                    | 9                  |
| Italie                     | 2                  |
| Mexique                    | 10                 |
| Norvège                    | 3                  |
| Portugal                   | 1                  |
| Espagne                    | 16                 |
| Suisse                     | 1                  |
| Royaume-Uni                | 1                  |
| États-Unis (Billboard 200) | 2                  |

## Certifications
| Pays              | Certification | Unités certifiées |
| ----------------- | ------------- | ----------------- |
| États-Unis (RIAA) | 5 × Platine   | 5 000 000         |

## Ventes d'albums
Estimations  : 6 050 000
- États-Unis : 2 600 000 (x2)
- Canada : 150 000
- Brésil : 100 000
- Mexique : 100 000
- Nouvelle-Zélande : 7 500
- Japon : 200 000
- Singapour : 60 000
- Europe : 2 500 000
  -  France : 170 000
  -  Allemagne : 500 000 ( Platine)
  -  Royaume-Uni : 750 000
  -  Italie : 370 000
  -  Pays-Bas : 50 000
  -  Suisse : 50 000
  -  Pologne : 75 000
  -  Belgique : 50 000
  -  Espagne : 50 000
  -  Norvège : 20 000
  -  Autriche : 80 000

## Ventes de singles
- You Must Love Me - 1 100 000
- Don't Cry For Me Argentina - 2 100 000
- Another Suitcase In Another Hall - 500 000